# Lijst van voetbalinterlands Mauritanië - Syrië
Deze lijst van voetbalinterlands is een overzicht van alle officiële voetbalwedstrijden tussen de nationale teams van Mauritanië en Syrië. De landen speelden tot op heden drie keer tegen elkaar. De eerste ontmoeting was een wedstrijd tijdens de Pan-Arabische Spelen 1976 op 14 oktober 1976 in Damascus. Het laatste duel, een groepswedstrijd tijdens de FIFA Arab Cup 2021, werd gespeeld op 6 december 2021 in Al Wakrah (Qatar).

## Wedstrijden
| № | Plaats    | Datum           | Competitie                | Wedstrijd          | Uitslag |
| - | --------- | --------------- | ------------------------- | ------------------ | ------- |
| 1 | Damascus  | 14 oktober 1976 | Pan-Arabische Spelen 1976 | Syrië − Mauritanië | 2 − 0   |
| 2 | Tripoli   | 20 juli 1997    | Pan-Arabische Spelen 1997 | Syrië − Mauritanië | 1 − 0   |
| 3 | Al Wakrah | 6 december 2021 | FIFA Arab Cup 2021        | Syrië − Mauritanië | 1 − 2   |

## Samenvatting
| Competitie           | Totaal gespeeld | Winst Mauritanië | Gelijk | Winst Syrië | Doelsaldo Mauritanië – Syrië |
| -------------------- | --------------- | ---------------- | ------ | ----------- | ---------------------------- |
| FIFA Arab Cup        | 1               | 1                | 0      | 0           | 2 − 1                        |
| Pan-Arabische Spelen | 2               | 0                | 0      | 2           | 0 − 3                        |
| Totaal               | 3               | 1                | 0      | 2           | 2 − 4                        |

FFRIM · A-internationals · Mauritaans vrouwenelftal
1960 – 1969 · 
1970 – 1979 · 
1980 – 1989 · 
1990 – 1999 · 
2000 – 2009 · 
2010 – 2019 ·
2020 − 2029
Algerije ·
Angola ·
Bahrein ·
Benin ·
Botswana ·
Burkina Faso ·
Burundi ·
Canada ·
Centraal-Afrikaanse Republiek ·
Comoren ·
Congo-Brazzaville ·
Congo-Kinshasa ·
Equatoriaal-Guinea ·
Egypte ·
Ethiopië ·
Gabon ·
Gambia ·
Guinee ·
Guinee-Bissau ·
Irak ·
Ivoorkust ·
Jemen ·
Jordanië ·
Kaapverdië ·
Kameroen ·
Kenia ·
Lesotho ·
Libanon ·
Liberia ·
Libië ·
Madagaskar ·
Mali ·
Marokko ·
Mauritius ·
Mozambique ·
Niger ·
Oeganda ·
Oman ·
Palestina ·
Rwanda ·
Saoedi-Arabië ·
Senegal ·
Sierra Leone ·
Soedan ·
Somalië ·
Syrië ·
Tanzania ·
Togo ·
Tunesië ·
Verenigde Arabische Emiraten ·
Zambia ·
Zimbabwe ·
Zuid-Afrika ·
Zuid-Jemen ·
Zuid-Soedan
SFA · A-internationals · Syrisch vrouwenelftal
1940 - 1949 · 
1950 - 1959 · 
1960 - 1969 · 
1970 - 1979 · 
1980 - 1989 · 
1990 - 1999 · 
2000 – 2009 · 
2010 – 2019 ·
2020 − 2029
Afghanistan ·
Algerije ·
Australië ·
Bahrein ·
Bangladesh ·
Cambodja ·
China ·
Cyprus ·
Egypte ·
Filipijnen ·
Griekenland ·
Guam ·
Haïti ·
Hongkong ·
India ·
Indonesië ·
Irak ·
Iran ·
Japan ·
Jemen ·
Jordanië ·
Kazachstan ·
Kirgizië ·
Koeweit ·
Laos ·
Libanon ·
Libië ·
Malediven ·
Maleisië ·
Marokko ·
Mauritanië ·
Mauritius ·
Myanmar ·
Nepal ·
Noord-Korea ·
Oezbekistan ·
Oman ·
Pakistan ·
Palestina ·
Qatar ·
Rusland ·
San Marino ·
Saoedi-Arabië ·
Singapore ·
Soedan ·
Sovjet-Unie ·
Sri Lanka ·
Tadzjikistan ·
Taiwan ·
Thailand ·
Tunesië ·
Turkije ·
Turkmenistan ·
Venezuela ·
Verenigde Arabische Emiraten ·
Vietnam ·
Wit-Rusland ·
Zuid-Jemen ·
Zuid-Korea ·
Zweden